# Soulja Boy
Soulja Boy o Soulja Boy Tell 'Em, pseudonimo di DeAndre Cortez Way (Chicago, 28 luglio 1990), è un rapper, produttore discografico e attore statunitense.
È diventato famoso nel settembre del 2007, quando il suo singolo di esordio Crank That raggiunse la prima posizione della Billboard Hot 100. Il singolo inizialmente fu autopubblicato su Internet e in seguito divenne la hit numero uno negli Stati Uniti per sette settimane consecutive. Nel 2010, Soulja Boy è stato classificato dalla rivista statunitense Forbes al 18º posto nella lista dei rapper più ricchi del pianeta. In quell'anno, Soulja Boy guadagnò 7 milioni di dollari.
Soulja Boy è noto per essere stato il primo a vendere oltre 3 milioni di copie digitali negli Stati Uniti con il suo singolo Crank That e per essere stato il primo a raccogliere popolarità grazie ai social media. Soulja Boy, infatti, è noto per aver rivoluzionato il modo in cui gli artisti e le etichette discografiche promuovono la loro musica attraverso l'uso dei social media, grazie al suo marketing digitale creatosi a inizio carriera.
Soulja Boy attualmente ha pubblicato tre album in studio e nove album indipendenti. Il suo album di esordio Souljaboytellem.com (2007) è stato certificato disco di platino dalla RIAA; tuttavia, i suoi due album successivi, iSouljaBoyTellem (2008) e The DeAndre Way (2010), non hanno ottenuto lo stesso successo commerciale del suo album d'esordio, nonostante il successo, invece, di diversi singoli su entrambi gli album, come Kiss Me Thru The Phone, Turn My Swag On e Pretty Boy Swag.

## Biografia
Soulja Boy è nato a Chicago, ma si è trasferito ad Atlanta all'età di 6 anni, dove si è interessato alla musica rap. All'età di 14 anni, si è trasferito a Batesville nel Mississippi, con il padre, che gli ha fornito uno studio di registrazione per esplorare le sue ambizioni musicali. Nel novembre 2005, ha pubblicato le sue prime canzoni sul sito SoundClick. Seguendo le recensioni positive sul sito, ha poi creato le proprie pagine web su YouTube e Myspace. Nel marzo del 2007, ha registrato Crank That e ha pubblicato il suo primo album indipendente Unsigned And Still Major: Da Album Before Da Album, seguito da un video low-budget che dimostra il ballo di Crank That. Entro la fine di maggio 2007, Crank That ha ricevuto il suo primo airplay e Soulja Boy ha incontrato il produttore Mr. Collipark per firmare un contratto con la Interscope Records.

## Carriera

### 2007-08:Souljaboytellem.com
L'album di esordio Souljaboytellem.com, registrato usando solo la versione demo di FL Studio, è stato pubblicato negli Stati Uniti il 2 ottobre 2007, piazzandosi alla quarta posizione della Billboard 200 e Top R&B/Hip-Hop Albums e vendendo 117 000 copie soltanto nella prima settimana. Per la 50ª edizione dei Grammy Awards, Soulja Boy è stato nominato per un Grammy Award per "Miglior canzone rap" con Crank That, ma ha perso contro Good Life di Kanye West e T-Pain. Souljaboytellem.com ha ricevuto una recensione favorevole da AllMusic, ma ha ricevuto anche recensioni negative, soprattutto da altre fonti, come Entertainment Weekly. Il suo primo singolo, Crank That, ha raggiunto la prima posizione della US Billboard Hot 100, rimanendo in testa per sette settimane consecutive e la prima posizione anche della US Hot Rap Songs. Il secondo singolo, Soulja Girl, in collaborazione con il gruppo R&B I-15, è stato pubblicato il 1º ottobre 2007. La canzone ha raggiunto la posizione numero 32 della US Billboard Hot 100, la posizione numero 13 della Hot R&B/Hip-Hop Songs e la posizione numero 6 della Hot Rap Songs. Il terzo singolo Yahhh!, inciso in collaborazione con Arab, è uscito il 31 dicembre 2007 e ha raggiunto la posizione numero 48 della US Billboard Hot 100, la posizione numero 34 della Hot R&B/Hip-Hop Songs e la posizione numero 14 della Hot Rap Songs. Il 4 maggio 2008, è uscito il suo quarto singolo dell'album, intitolato Donk. La canzone ha raggiunto la posizione numero 37 della Hot R&B/Hip-Hop Songs e la posizione numero 22 della Hot Rap Songs. Di quest'ultima canzone, è stato fatto anche il remix insieme a Yung Joc. Per l'album, è uscito inoltre un singolo promozionale, chiamato Let Me Get 'Em, che ha raggiunto la posizione numero 15 della Bubbling Under R&B/Hip-Hop Singles.

### 2008-09:iSouljaBoyTellem

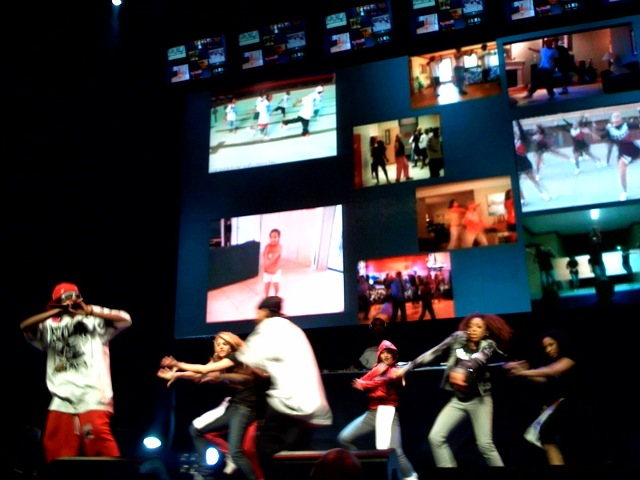
Soulja Boy in concerto nel 2009

iSouljaBoyTellem è il secondo album in studio di Soulja Boy, pubblicato il 16 dicembre 2008. L'album è stato prodotto quasi interamente dallo stesso Soulja Boy e da altri produttori importanti della scena hip-hop come Drumma Boy, Zaytoven, Polow Da Don e ovviamente Mr. Collipark. Nell'album sono presenti anche le collaborazioni con Sammie, Gucci Mane, Yo Gotti, Shawty Lo e Sean Kingston. ISouljaBoyTellem ha esordito alla posizione numero 43 della Billboard 200 negli Stati Uniti, vendendo 46 000 copie solo nella prima settimana. L'album ha ricevuto però molte critiche, essendo stato definito "una brutta copia dell'album precedente". Il primo singolo, iDance, è uscito online nel 2008. Poco dopo però, la traccia è stata eliminata dall'album senza una reale motivazione e così, il primo singolo ufficiale a uscire è stato Bird Walk il 23 ottobre 2008. La canzone ha raggiunto la posizione numero 2 della Bubbling Under Hot 100 ed è stata eseguita live per la prima volta su YouTube Live, introdotta da MC Hammer. Il singolo dell'album con più successo però, è Kiss Me thru the Phone in collaborazione con Sammie, pubblicato il 28 novembre 2008. La canzone ha raggiunto la posizione numero 3 della Billboard Hot 100. Il terzo singolo estratto dall'album, Turn My Swag On, è stato pubblicato il 26 gennaio 2009. La canzone ha raggiunto la posizione numero 19 della Billboard Hot 100. Poco dopo, è uscito anche il remix della canzone insieme a Lil Wayne. Altri singoli a essere stati estratti dall'album sono Soulja Boy Tell' Em il 9 gennaio 2009 e Gucci Bandanna con Gucci Mane e Shawty Lo il 23 aprile 2009.

### 2010:The DeAndre Way
Dopo l'uscita di diversi mixtape, tra cui uno in collaborazione con Lil B e dopo aver collaborato con Gucci Mane e Birdman nella traccia Swag Flu e con il cantante pop canadese Justin Bieber su Rich Girl, il 30 novembre 2010 esce il disco più atteso di Soulja Boy: The DeAndre Way, prodotto dalla sua etichetta SODMG e distribuito da Interscope Records. Soulja Boy, prima dell'uscita del disco, in varie interviste, ha rivelato che The DeAndre Way sarebbe stato il suo album migliore e che ci sarebbero state molte collaborazioni con vari artisti importanti della scena hip hop, come Kanye West, Drake, Chris Brown, Snoop Dogg, Lil Wayne, 50 Cent, Busta Rhymes, Nicki Minaj, Jamie Foxx, Ray J e Trey Songz. Alla fine, fra questi, soltanto 50 Cent e Trey Songz sono figurati nell'album, oltre che Ester Dean, Lil B e Arab. Qualche mese dopo l'uscita dell'album, durante un'intervista con Complex, Soulja Boy ha dichiarato che, essendoci stati dei dissensi interni con l'Interscope Records e con Mr. Collipark, l'album, purtroppo, non ha avuto il successo sperato. The DeAndre Way infatti ha venduto solo 13 360 copie nella prima settimana. L'album ha esordito alla posizione numero 90 della Billboard 200, nella posizione numero 8 della Billboard Top Rap Albums e nella posizione numero 18 della Billboard Top R&B/Hip-Hop Albums. Le 56 000 copie vendute negli Stati Uniti, lo rendono, a oggi, l'album in studio meno venduto di Soulja Boy. Il primo singolo, Pretty Boy Swag, è uscito l'8 giugno 2010. La canzone, ha raggiunto la posizione numero 34 della Billboard Hot 100, la posizione numero 6 della Billboard Hot R&B/Hip-Hop Songs e la posizione numero 5 della Billboard Hot Rap Songs. Il singolo, a oggi, ha venduto più di 1 000 000 di copie. Il 31 agosto, Soulja Boy ha fatto uscire il suo secondo singolo Blowing Me Kisses, brano prodotto da Maejor Ali. Il terzo singolo, Mean Mug, con la collaborazione di 50 Cent, è uscito il 23 settembre 2010, mentre il quarto e ultimo singolo a essere estratto dall'album è stato Speakers Going Hammer, uscito il 19 ottobre 2010.

### 2011-2020: Mixtapes, EP's & Albums Indipendenti
Il 22 gennaio 2011, Soulja Boy pubblica il suo primo mixtape dell'anno, chiamato Smooky. Poi, il 17 marzo 2011, esce il mixtape 1UP. Il 20 aprile 2011, pubblica il mixtape Juice. Il 14 giugno 2011, escono due nuove tracce di Soulja Boy; Love Money, in collaborazione con Big Sean, e I Love You, insieme a Nicki Minaj e Bobby V. Il 15 luglio 2011, pubblica l'EP intitolato Bernaurd Arnault. Il 1º agosto 2011, esce un altro EP, intitolato 21: EP. Il 17 agosto 2011, Soulja Boy è presente come comparsa insieme a Sean Kingston nel nuovo video ufficiale del singolo Pretty Girls, di Iyaz e Travie McCoy. Il 31 agosto 2011, esce il mixtape The Last Crown. Sempre nel mese di agosto, collabora con French Montana e 2 Chainz al pezzo Whip. Nel settembre 2011, Soulja Boy conferma che sta lavorando a un nuovo album, chiamato Promise in arrivo nel mese di ottobre. Attraverso Twitter, Soulja Boy annuncia anche la copertina e il titolo del suo secondo album indipendenteSkate Boy, che, a suo dire, sarebbe stato disponibile nei negozi da novembre. Il 19 settembre 2011, pubblica il mixtape Supreme. Il 30 ottobre 2011, Skate Boy è uscito come un mixtape e non più come un album. Il 30 dicembre 2011, Soulja Boy lancia l'ultimo mixtape dell'anno, intitolato Gold On Deck.
Il 9 gennaio 2012, Soulja Boy pubblica un altro mixtape per l'anno nuovo, dal titolo 50/13. Il 24 gennaio 2012, pubblica un mixtape in collaborazione con Young L, dal titolo Mario & Domo vs The World. Il 23 marzo 2012, pubblica un mixtape intitolato OBEY, sponsorizzato dal singolo Too Faded, in collaborazione con The Game. L'11 giugno 2012, esce un altro mixtape in collaborazione con il rapper Vinny Chase, dal titolo Double Cup City. Il 4 settembre 2012, pubblica il mixtape Juice II. Il 6 novembre 2012, esce il mixtape Young & Flexin'. Il mixtape, viene sponsorizzato da Foreign Cars, traccia in collaborazione con Chief Keef e riscuote un discreto successo su YouTube. Il 25 dicembre 2012, pubblica il suo mixtape LOUD, il quale, per la prima volta, ha anche distribuito su iTunes.
Il 22 febbraio 2013, Soulja Boy pubblica il suo primo mixtape dell'anno, intitolato Foreign. Il 22 marzo 2013, Soulja Boy è presente nel nuovo album di Lil Wayne I Am Not a Human Being II, nella traccia Trigger Finger. Il 25 marzo 2013, dopo aver pubblicato l'EP All Black il 24 aprile 2013, pubblica il mixtape Foreign 2. Tre giorni dopo, annuncia in antreprima la copertina del suo prossimo mixtape, intitolato King Soulja, uscito poi il 5 maggio 2013. Il 26 maggio 2013, pubblica l'EP Cuban link.  Il 30 giugno 2013 esce il mixtape Life After Fame. Il 24 settembre 2013, Soulja Boy pubblica il suo nuovo mixtape, dal titolo 23. Il 30 novembre 2013, esce il mixtape The King. Il 28 dicembre 2013, Soulja Boy collabora con Drake per la traccia We Made It.
Il 18 marzo 2014, Soulja Boy pubblica il suo primo mixtape dell'anno, intitolato King Soulja 2. Il 20 aprile 2014, pubblica il suo primo album digitale Super Dope, dove figurano Rich The Kid e Busta Rhymes. Il 19 maggio 2014, collabora con Nicki Minaj al singolo promozionale Yasss Bish, prodotto da lui stesso. Il 29 giugno 2014, esce King Soulja 3, il suo secondo album digitale, tramite iTunes. Il 22 settembre 2014, Soulja Boy collabora con il rapper brasiliano MC Guime nella traccia Brazil We Flexing. Il 14 ottobre 2014, Soulja Boy è presente nel nuovo album di The Game, Year Of The Wolf nel pezzo Really, in collaborazione con Yo Gotti, 2 Chainz e T.I. Il 31 ottobre 2014, pubblica il suo mixtape Young Milionarie. Il 17 novembre 2014, Soulja Boy annuncia tramite il suo profilo Instagram, di aver firmato un nuovo contratto con Universal Music Group e ha anche rivelato titolo, copertina e data di uscita del suo quarto album in studio Loyalty. L'album è uscito il 3 febbraio 2015.
Il 27 febbraio 2015, Soulja Boy pubblica il primo singolo del suo quarto album digitale King Soulja 4, intitolato Whippin' My Wrist, che ha raggiunto la posizione numero 48 della Billboard Trending 140. Il 16 maggio 2015, pubblica il suo mixtape Swag The Mixtape. Il 26 maggio 2015, Soulja Boy e Rich The Kid collaborano insieme nella traccia Get Rich. Il 30 giugno 2015, Soulja Boy pubblica un mixtape intitolato 25 The Movie. Il 17 luglio 2015, pubblica un nuovo singolo, intitolato Actavis con la collaborazione dei Migos. Il 23 luglio 2015, pubblica il suo nuovo mixtape, intitolato Money & Music. Il 1º settembre 2015, Soulja Boy pubblica un nuovo singolo, intitolato Diddy Bop. Il 24 settembre 2015, pubblica il singolo Gratata. Il 28 settembre 2015, pubblica un mixtape, intitolato Plug Talk. L'8 ottobre 2015, Soulja Boy pubblica il remix di Jumpman, traccia di Drake e Future. Il 9 novembre 2015, esce il suo singolo Make It Rain. Il 24 novembre 2015, Soulja Boy pubblica un nuovo mixtape, intitolato S.Beezy. In quell'anno, Soulja Boy partecipa all'evento organizzato da BET chiamato Sprite Celeb Basketball Game. All'evento, presenti tanti artisti della musica e no, come Chris Brown, Justin Bieber, Omarion, Snoop Dogg, The Game, French Montana, Tyga, Meek Mill, Rae Sremmurd e Lil Dicky, oltre al pugile Floyd Mayweather.
Il 14 gennaio 2016, Soulja Boy pubblica un nuovo singolo intitolato Drop The Top. Il 24 gennaio 2016, pubblica il singolo Stephen Curry dedicato proprio al giocatore della NBA. ll 10 febbraio 2016, esce un altro mixtape, intitolato Finesse. Il 14 febbraio 2016, pubblica un mixtape, intitolato King Soulja 5. Il 15 marzo 2016, esce il suo quinto album digitale, intitolato Stacks On Deck. Il 23 aprile 2016, Soulja Boy riceve un credito musicale nel nuovo album di Beyoncé, Lemonade, nel brano Hold Up. Il 12 maggio 2016, Soulja Boy pubblica un nuovo singolo, intitolato Day One. Il 9 giugno 2016, esce il suo sesto album digitale, intitolato Better Late Than Never. Il 23 luglio 2016, pubblica un nuovo singolo, intitolato Rockstar, prodotto da London On Da Track. Il 31 luglio 2016, pubblica un nuovo mixtape, chiamato proprio Rockstar. Il 23 agosto 2016, pubblica un altro mixtape, intitolato S. Beezy 2. Il 14 settembre 2016, pubblica un nuovo singolo intitolato Max Payne. Il 24 settembre 2016, pubblica un nuovo singolo, intitolato Hit Them Folks. Il 29 settembre 2016, Soulja Boy pubblica un mixtape intitolato King Soulja 6. Nel mixtape, tra le varie collaborazioni, spiccano quelle con Chief Keef e Lil Boosie. Per promuovere il mixtape, sono stati realizzati i video musicali di New Designer e Paper Cut. Il 21 ottobre 2016, Soulja Boy collabora con i Far East Movement, gruppo musicale electro hop, nel brano Double Dib, presente nel nuovo album di quest'ultimi, chiamato Identity. Il 23 ottobre 2016, Soulja Boy e Famous Dex collaborano insieme al brano I Put Your Girl On A Molly. Il 24 ottobre 2016, a sorpresa, Soulja Boy e Bow Wow pubblicano Ignorant Shit, un mixtape di 11 tracce. Per promuovere il mixtape, esce il video musicale di Fucking Up A Check. Il 13 novembre 2016, Soulja Boy pubblica il remix di Fake Love, brano di Drake. Il 18 novembre 2016, pubblica il suo nuovo album Real Soulja 4 Life. Il 25 dicembre 2016, pubblica l'ultimo mixtape dell'anno intitolato King Soulja 7.

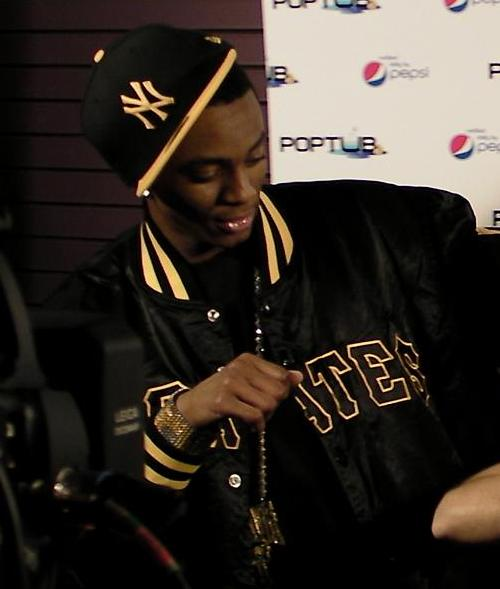
Soulja Boy su Youtube Live nel novembre 2008

Il 3 gennaio 2017, pubblica il singolo I Got That Sauce sul proprio canale YouTube. Il 21 febbraio 2017, pubblica il mixtape Big Soulja, dal quale vengono realizzati i video ufficiali delle tracce Trappin N Cappin, Flame e Million Dollar Trips. Il 17 agosto 2017, pubblica il suo nuovo singolo Karate.
Dopo quasi un anno di totale inattività, il 18 gennaio 2018, Soulja Boy pubblica il suo nuovo mixtape King Soulja 8. Il 14 febbraio 2018, Soulja Boy pubblica l'EP SouljaYayo in collaborazione con Go Yayo. Il 23 marzo 2018, Soulja Boy pubblica il suo nuovo singolo New Chains prodotto da Ronny J. Il 6 luglio 2018, Soulja Boy pubblica il suo nuovo album indipendente Best To Ever Do It. Poco dopo, il 29 luglio 2018, pubblica l'EP No Sleep, dal quale viene estratto il singolo HML che riscuote un discreto successo sul web e in radio. Il 22 settembre 2018, pubblica il suo nuovo singolo Drip On Me. Il 4 ottobre 2018, pubblica il suo nuovo album chiamato Young Drako. L'11 ottobre 2018, pubblica il mixtape King. Nel mixtape, figurano le collaborazioni con Chief Keef, Sean Kingston e 24hrs. Sempre nel mese di ottobre, collabora con Chief Keef in Back From The Dead 3, mixtape di quest'ultimo, nel pezzo Gated. Il 27 dicembre 2018, Soulja Boy pubblica l'ultimo mixtape dell'anno chiamato Swag2.
Il 2019 inizia bene per Soulja Boy, che firma un nuovo contratto discografico con la Warner Music Group/Chappell Music. Il 10 gennaio 2019, pubblica il mixtape Fuego, dal quale viene estratto il singolo New Drip, che riscuote un discreto successo su Youtube, raggiungendo quasi 10 milioni di visualizzazioni in nemmeno tre settimane. Nel mixtape, è presente il rapper Lil Mosey. Nello stesso mese, Soulja Boy collabora con Lil Yachty e Rich The Kid sulla traccia We Goin' Up e con Asian Doll e ASAP Ferg su In My Pocket. Il 17 gennaio 2019, si esibisce live allo Yams Day, insieme a tanti altri artisti della scena hip hop americana quali Meek Mill, ASAP Rocky, ASAP Ferg e Ski Mask The Slum God. Il 24 gennaio 2019, pubblica il suo nuovo singolo Cut Dat Check. Nel mese di gennaio si rende protagonista di diverse interviste esilaranti, diventate poi virali, come quella al The Breakfast Club nel quale manda frecciatine, seppur ironiche, a Tyga, Drake e Kanye West. Nello stesso mese, è ospite di Nick Cannon al programma comico Wild 'n Out in onda su MTV. Il 31 gennaio 2019, pubblica Intro, singolo che anticipa l'uscita del suo quarto album in studio, How Can You Blame Me? prevista per il 28 luglio 2019. Il 5 febbraio 2019, esce su YouTube il video ufficiale del suo nuovo singolo Trappin Out Da Mansion. Il 10 febbraio 2019, Soulja Boy si aggiudica un Grammy per la prima edizione del Kid Super Awards. Il 21 febbraio 2019, Soulja Boy e Ray J collaborano insieme sulla traccia Rich 'N Whippin'. Il 23 febbraio 2019, Soulja Boy pubblica il video ufficiale del suo nuovo singolo Ball Like I'm Kobe in collaborazione con Smooky MarGielaa. Il 3 marzo 2019, Soulja Boy partecipa ai BET Social Awards e si aggiudica il premio Social Verified Award. Il 6 marzo 2019, pubblica su YouTube il videoclip della traccia Killswitch. Il 16 marzo 2019, Soulja Boy si esibisce live allo Staples Center durante il primo tempo del match di basket tra i LA Clippers e i Chicago Bulls. Il 17 marzo 2019, Soulja Boy lancia il suo nuovo singolo Tha Block Is Hot. Il 19 marzo 2019, pubblica Jeopardy, in collaborazione con Hammon e Rarri. Il 24 marzo 2019 esce l'EP Tell Ya. Dopo diversi mesi passati in carcere, Soulja Boy nel giorno della sua scarcerazione anticipata, rivela che si sarebbe assentato per un breve periodo dai social e che presto sarebbe uscito il suo nuovo album "How Can You Blame Me?".
Sul finire del 2019, dopo un periodo di redenzione, Soulja Boy partecipa al Millennium Tour, un evento musicale ideato dal gruppo RnB B2K. L'evento, a cui prendono parte anche Bow Wow, Sammie, Ashanti, Pretty Ricky, Lloyd, Ying Yang Twins, Bobby V, Mario Winans e Chingy riscuote un ottimo successo, tanto da arrivare a incassare più di 30 milioni di dollari. Purtroppo però, nel marzo del 2020, causa COVID-19, il tour è stato costretto a interrompersi e a essere posticipato a data da destinarsi.
Durante la pandemia, Soulja Boy pubblica i mixtape King Soulja 9, Swag 3 e Soulja World. In più, si rende protagonista di diversi freestyle in delle live su Twitch e Clubhouse.

### 2021: il grande ritorno di Soulja Boy conShe Make It Clap
Il 12 marzo del 2021, Soulja Boy pubblica il suo nuovo singolo She Make It Clap. Il brano, diventa sin da subito virale sul web, soprattutto su TikTok dove raggiunge la prima posizione in classifica, grazie soprattutto al balletto che presenta il brano, che ricorda vagamente il primo successo assoluto di Soulja, ovvero Crank That. Un mese dopo, ad aprile, Soulja Boy firma un nuovo contratto discografico con la Virgin Records. She Make It Clap ha raggiunto la posizione numero 1 anche della Top Triller U.S. (Billboard) e la posizione numero 4 della Top Triller Global (Billboard). Il 30 aprile 2021, è uscito su YouTube il video ufficiale di She Make It Clap. Al videoclip, hanno partecipato come comparse anche Chief Keef e Desiigner.

## Influenze musicali
Nel 2009, in un'intervista per MTV, Soulja Boy ha dichiarato di essere stato influenzato maggiormente da Michael Jackson, tanto che nei propri show ha provato spesso a imitare i suoi passi di danza.
Per molti artisti hip hop della nuova generazione invece, quali Lil Pump, Yung Lean, Lil Yachty, Blueface, Juice WRLD, Trippie Redd, Bladee e Tay-K tra gli altri, Soulja Boy viene riconosciuto come uno dei rapper più influenti di sempre essendo stata la prima rap star a diventare popolare grazie all'uso dei social media e quindi ad aver aperto le porte a tanti artisti che sono diventati, poi, famosi attraverso il web.

## Stile musicale
Soulja Boy è meglio conosciuto per i suoi versi lirici superficiali, argomenti nei testi vacui e insipidi, schemi di rime contorti e per incarnare il classico stile musicale dell'hip-hop meridionale (Southern Hip Hop). Soulja Boy è anche noto per il suo stile di produzione rudimentale e ripetitivo, con melodie orecchiabili nelle sue canzoni.

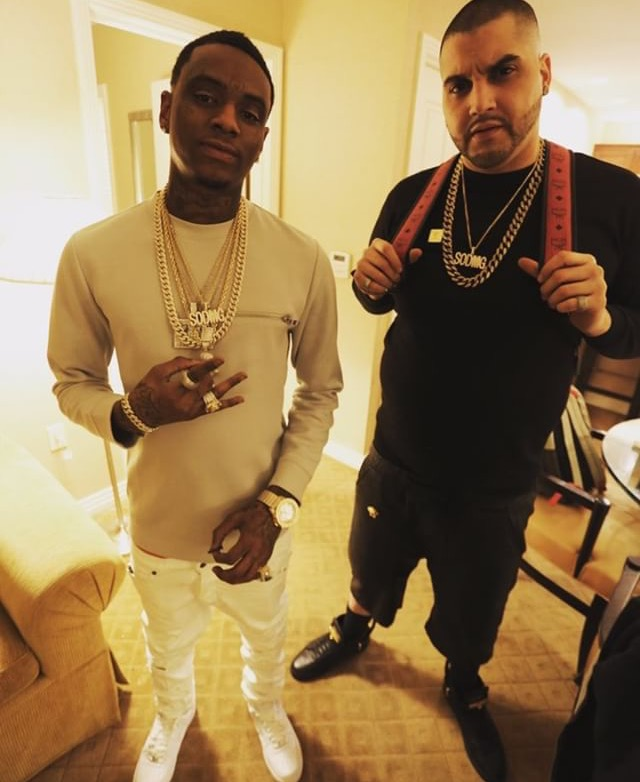
Soulja Boy e M2thaK nel 2017

## Carriera stilistica
Il 5 marzo 2008, Soulja Boy ha pubblicato la sua prima linea di abbigliamento ufficiale chiamata "SOD". Sempre nel 2008, ha pubblicato anche la sua nuova linea di scarpe, chiamata "Yums". Nel 2009, il cantautore e rapper britannico Iyaz, veste "Yums" nel video ufficiale del suo singolo di esordio Replay. Il 14 febbraio 2012, Soulja Boy, insieme allo stilista D. Young, ha creato la linea di abbigliamento "Ocean Gang". Sempre nello stesso anno, Soulja Boy ha lanciato un'altra linea di abbigliamento chiamata "BLVD" con il negozio di fornitura che si trova a Los Angeles, in California. Il 9 ottobre 2015, Soulja Boy ha pubblicato la sua nuova linea di scarpe, "Sbeezy Lights". Il 29 ottobre 2016, Soulja boy ha pubblicato la sua nuova linea di cappelli, chiamata "Chosen Dream".

## SouljaGame
Nel dicembre del 2018, Soulja Boy lancia sul mercato una console per videogiochi, chiamata SouljaGame, che trae molte critiche per essere un emulatore dei giochi portatili Nintendo e Sega. Il 15 dicembre 2018, annuncia l'uscita di altre due console: il Retro SouljaBoy Mini, che sembra essere una copia del GameBoy di Nintendo, e il SouljaGame Fuze, che assomiglia alle console Xbox One e PlayStation 4. Il 30 dicembre 2018, Soulja Boy ritira dal commercio la console SouljaGame, per una querela fatta da parte di Nintendo. Il 12 gennaio 2019, Soulja Boy lancia un altro palmare sul proprio sito web SouljaWatch, chiamato SouljaGame Handheld; questa console risulta avere un aspetto molto simile alla PlayStation Vita di Sony. Il 24 febbraio 2019, Soulja Boy pubblica il suo nuovo singolo Zelda che riprende il campione del tema principale di The Legend of Zelda e propone una copertina con evidenti richiami al gioco Nintendo.

## SODMG
Nel 2004, Soulja Boy ha fondato la sua etichetta discografica Stacks On Deck Money Gang (SODMG).

## Vita privata
Il 9 dicembre 2007, Soulja Boy è stato citato in giudizio da William Lyons, che creò il nome d'arte "Soulja Boy" già nel lontano 1996.
Il 30 dicembre 2008, Soulja Boy è stato derubato nella propria abitazione da tre uomini mascherati. I ladri possedevano delle AK-47 e pistole.
Il 22 marzo 2011, muore il fratello minore di Soulja Boy, Way Deion Jenkins, vittima di un incidente d'auto.
Il 18 ottobre 2011, Soulja Boy è stato arrestato in Georgia, in quanto gli è stata trovata della marijuana dentro la macchina. Soulja Boy è stato rilasciato, su cauzione, lo stesso giorno.
Il febbraio 2014, Soulja Boy ha dichiarato attraverso il proprio profilo Twitter che sarebbe dovuto andare in carcere per qualche giorno, anche se non ha spiegato il motivo. Tutto ha fatto pensare, però, a una pistola trovata carica, da parte della polizia, nella macchina di Soulja Boy un mese prima.
Dal 2014 al 2016, Soulja Boy ha avuto una relazione sentimentale con la modella statunitense Nia Riley.
Il 15 dicembre 2016, Soulja Boy è stato arrestato dalla polizia per possesso di arma da fuoco mentre era in libertà vigilata.
Il 16 marzo 2019, Soulja Boy è stato arrestato per violazione della libertà vigilata. Il rapper, è stato rilasciato qualche ora dopo.

## Controversie

### La faida con Ice-T
Nel giugno 2008, Ice-T criticò Soulja Boy definendolo "colui che ha ucciso l'hip-hop" e aggiunse che Crank That, rispetto a opere passate di artisti hip-hop come Rakim, Ice Cube, Das EFX e Big Daddy Kane, fosse solo "spazzatura". Successivamente Soulja Boy e Ice-T si presero di mira attraverso dei video postati sui social. Kanye West, prese le difese di Soulja Boy sostenendo che quest'ultimo sia stato "l'artista più giovane a creare una nuova opera originale per l'hip-hop, mantenendo così il significato autentico della musica." La faida fu anche parodiata in un episodio della serie animata "The Boondocks" nel 2010.

### La faida con Bow Wow
Il 2 febbraio 2009, Soulja Boy e Bow Wow si sfidarono in una gara di Lamborghini. Poco dopo, Soulja Boy dichiarò che la Lamborghini di Bow Wow non apparteneva a lui, ma che era stata presa a noleggio. Bow Wow rispose dicendo che la Lamborghini era invece di sua proprietà e così i due si scagliarono l'uno contro l'altro attraverso dei dissing. Qualche giorno dopo, durante una conversazione telefonica, Soulja Boy e Bow Wow chiarirono le loro divergenze e tornarono amici come prima. Nel 2016, hanno anche pubblicato un mixtape dal titolo Ignorant Shit.

### La faida con Hopsin
Il 25 agosto 2012, sui social, Soulja Boy dichiarò che stava andando in studio a registrare un dissing per Hopsin. Il motivo di ciò, fu causato dal brano di Hopsin "Sag My Pants"  nel quale si possono notare delle chiare frecciatine rivolte proprio a Soulja Boy, oltre che ad altri rapper come Lil Wayne e Rick Ross. Il 28 agosto 2012, su Tinychat, Soulja Boy e Hopsin ebbero modo di chiarirsi ma i due rimasero della loro idea. Il 3 settembre 2012, Soulja Boy pubblicò un ulteriore dissing contro Hopsin, ma quest'ultimo non rispose.

### La faida con Chief Keef e Ballout
Il 19 aprile 2013, Soulja Boy minacciò di morte Chief Keef tramite Facebook. Le minacce furono provocate da una collana rubata a Soulja Boy, da parte di Ballout, amico di Chief Keef. Ballout se ne vantò anche su Twitter e la faida durò per un anno. Il 1º giugno 2014, Soulja Boy rivelò attraverso Instagram di aver risolto ogni tipo di problema con Chief Keef. Qualche anno più tardi, Soulja Boy ebbe modo anche con Ballout di chiarire le proprie divergenze.

### La faida con Chris Brown
Il 3 gennaio 2017, Soulja Boy, su Instagram, commentò con degli emoji una foto di Karrueche Tran, attrice e modella statunitense ed ex fidanzata di Chris Brown. Successivamente, Soulja disse che Brown lo aveva chiamato su FaceTime minacciandolo per quel commento, e Brown, dopo aver postato su YouTube un dissing dedicato a Soulja, intitolato 500 Wayz, affermò sui social che Soulja Boy sarebbe solamente "un fallito in cerca di attenzioni". Successivamente, il pugile Floyd Mayweather, schieratosi dalla parte di Soulja, decise di organizzare un incontro di boxe fissato per il 28 gennaio, per far combattere proprio Soulja Boy e Chris Brown. Dalla parte di quest'ultimo, si schierò invece Mike Tyson, che allenò Chris Brown fino al giorno dell'incontro. Questa faida creò molto scompiglio nel mondo dell'hip-hop americano e diversi rapper si schierarono soprattutto dalla parte di Chris Brown. 50 Cent, anche lui in qualche modo finito al centro di questa faida, scommise 100 000 dollari su Chris Brown. Alla fine Brown decise di annullare l'incontro per evitare di promuovere la violenza. Poco dopo, Soulja Boy si scusò attraverso i social con Chris Brown, affermando che gli sarebbe piaciuto poter tornare a collaborare insieme a lui in futuro.

### La faida con Tyga
Nel gennaio del 2019, Soulja Boy ha attirato l'attenzione su di sé per aver affermato di aver avuto il più grande ritorno del 2018 rispetto a Tyga. I due, hanno iniziato a mandarsi frecciatine sul web e l'intervista di Soulja Boy rilasciata al The Breakfast Club dove quest'ultimo ha attaccato in maniera esilarante Tyga, oltre che Drake e Kanye West, è diventata subito virale. La faida, proseguì con dei dissing da entrambe le parti sulla strumentale di Thotiana, canzone di Blueface.

### La faida con Jake Paul
Nel febbraio del 2019, lo youtuber Jake Paul ha pubblicato un tweet diretto a Soulja Boy, dicendo che avrebbe voluto sfidarlo in un incontro di boxe, dopo che i due si erano attaccati pesantemente durante una diretta su Instagram qualche giorno prima. I due, si affrontarono di persona quando Paul andò direttamente a casa di Soulja per confermare la sua volontà nell'organizzare il match. Inoltre, disse che su quest'evento ci avrebbe puntato venti milioni di dollari e che Floyd Mayweather lo avrebbe aiutato a promuovere il match. L'incontro però saltò quando Soulja Boy venne arrestato, per altre vicende, nel mese di aprile. Nel settembre del 2019, dopo la scarcerazione anticipata, il manager di Soulja Boy, Miami Mike, ha confermato che la partita di boxe era stata messa solo in stand-by, ma che presto si sarebbe svolta.

## Discografia

### Album in studio
- 2007 - Souljaboytellem.com
- 2008 - iSouljaBoyTellem
- 2010 - The DeAndre Way
- 2014 - King Soulja 3
- 2015 - Loyalty
- 2018 - Best To Ever Do It
- 2018 - Young Drako
- 2021 - Big Draco
- 2021 - Big Draco 2
- 2022 - Big Draco 3

### Compilation
- 2009 - Mr. Fly Boy
- 2014 - Successful
- 2015 - Follow The Swag

### Mixtape
- 2007 - Unsigned And Still Major: Da Album Before Da Album
- 2007 - Supaman
- 2008 - Teen of the South
- 2008 - Live N Direct
- 2009 - Tell Em TV
- 2009 - Lord of the Ringtones
- 2009 - Gangsta Grillz: Follow Me Edition
- 2009 - Work on Deck
- 2009 - My Way of Life
- 2009 - Cortez
- 2009 - Paranormal Activity
- 2009 - Dat Piff
- 2010 - Teenage Millionaire
- 2010 - Legendary
- 2010 - Cookin' Soulja Boy
- 2010 - Best Rapper
- 2011 - Smooky
- 2011 - 1UP
- 2011 - Juice
- 2011 - The Last Crown
- 2011 - Supreme
- 2011 - Skate Boy
- 2011 - Gold on Deck
- 2012 - 50/13
- 2012 - Mario & Domo vs. the World (con Young L)
- 2012 - OBEY
- 2012 - Double Cup City (con Vinny Cha$e)
- 2012 - Juice II
- 2012 - Young & Flexin
- 2012 - LOUD
- 2013 - Foreign
- 2013 - Foreign 2
- 2013 - King Soulja
- 2013 - Life After Fame
- 2013 - 23
- 2013 - The King
- 2014 - King Soulja 2
- 2014 - Super Dope
- 2014 - Young Millionaire
- 2015 - Swag The Mixtape
- 2015 - King Soulja 4
- 2015 - Plug Talk
- 2015 - S. Beezy
- 2016 - Some Only Dream Of Making Gwap (con Calico Jonez)
- 2016 - King Soulja 5
- 2016 - Stacks On Deck
- 2016 - Better Late Than Never
- 2016 - Rockstar
- 2016 - S. Beezy 2
- 2016 - King Soulja 6
- 2016 - Ignorant Shit (con Bow Wow)
- 2016 - Real Soulja 4 Life
- 2016 - King Soulja 7
- 2017 - Big Soulja
- 2018 - King Soulja 8
- 2018 - King
- 2018 - Swag 2
- 2019 - Fuego
- 2020 - King Soulja 9
- 2020 - Swag 3
- 2021 - Soulja World
- 2021 - No Looking Back
- 2021 - Swag 4
- 2022 - Soulja Stars
- 2022 - The Biggest Opp
- 2022 - Soulja World 2
- 2022 - First To Do It

### EP
- 2010 - Death Note
- 2010 - Pretty Boy Millionaires (con Lil B)
- 2010 - Soulja Society
- 2011 - Bernaurd Arnault
- 2011 - 21
- 2012 - Keep Living Keep Playing
- 2013 - All Black
- 2013 - Cuban Link
- 2015 - M & M: Money & Music
- 2015 - 25 The Movie
- 2016 - Finesse
- 2018 - SouljaYayo (con Go Yayo)
- 2018 - No Sleep
- 2019 - Tell Ya

### Album annunciati ma mai usciti
- ? - How Can You Blame Me?

### Singoli
- 2007 - Crank That
- 2007 - Soulja Girl (feat. I-15)
- 2007 - Yahhh! (feat. Arab)
- 2007 - Let Me Get Em
- 2008 - Donk
- 2008 - Bird Walk
- 2008 - Kiss Me Thru The Phone (feat. Sammie)
- 2008 - Soulja Boy Tell' Em
- 2008 - Turn My Swag On
- 2009 - Pow
- 2009 - Gucci Bandanna (feat. Gucci Mane, Shawty Lo)
- 2010 - 2Milli
- 2010 - Pretty Boy Swag
- 2010 - Blowing Me Kisses
- 2010 - Speakers Going Hammer
- 2010 - Mean Mug (feat. 50 Cent)
- 2010 - 30 Thousand 100 Million (feat. Lil B, Arab)
- 2011 - Zan With That Lean
- 2013 - Handsome
- 2013 - Ridin' Round
- 2013 - We Ready (feat. Migos)
- 2014 - Triple Beam
- 2014 - Giuseppe's
- 2014 - Come Try It
- 2014 - Hustlin'
- 2014 - Red Bottoms & Balenciaga
- 2015 - Hurricane
- 2015 - Whippin My Wrist (Too Rich)
- 2015 - Cake
- 2015 - Diddy Bop
- 2015 - Gratata
- 2015 - Make It Rain
- 2015 - I'm Too Clean
- 2016 - Drop the Top
- 2016 - Stephen Curry
- 2016 - Day One
- 2016 - Rockstar
- 2016 - Max Payne
- 2016 - Hit Them Folks
- 2016 - I'm Up Now (feat. Chief Keef)
- 2019 - New Drip
- 2019 - Cut Dat Check
- 2021 - She Make It Clap
- 2021 - Rick & Morty (feat. Rich the Kid)
- 2022 - Mona Lisa (con Lil Pump)
- 2022 - BTBT (con B.I feat. DeVita)

### Collaborazioni
- 2007 - Clumsy (Collipark Remix) (Fergie feat. Soulja Boy)
- 2008 - Swing (Remix) (Savage feat. Soulja Boy)
- 2008 - Marco Polo (Bow Wow feat. Soulja Boy e Lil Dre)
- 2008 - Get It Poppin (Tyra B feat. Soulja Boy)
- 2009 - Delirious (Vistoso Bosses feat. Soulja Boy)
- 2009 - LOL :-) (Trey Songz feat. Gucci Mane e Soulja Boy)
- 2009 - Hungry (D. Prince feat. Arab, Kasland, Soulja Boy e Lit Mike)
- 2009 - Pronto (Snoop Dogg feat. Soulja Boy)
- 2010 - Bingo (Gucci Mane feat. Soulja Boy e Waka Flocka Flame)
- 2010 - All The Way Turnt Up (Roscoe Dash feat. Soulja Boy)
- 2010 - Sponsor (Teairra Marí feat. Gucci Mane e Soulja Boy)
- 2010 - Daze (Ja-Bar feat. Soulja Boy)
- 2012 - I.L.Y. (I Love You) (BR feat, Soulja Boy)
- 2012 - Body Ody (TreVante feat. Cash Out e Soulja Boy)
- 2013 - Turn It Up (Wanessa feat. Soulja Boy)
- 2014 - Brazil We Flexing (MC Guimê feat. Soulja Boy)
- 2014 - Knock Knock (Bluntington Beach Boyz feat. Soulja Boy)
- 2021 - EX (Omarion feat. Bow Wow e Soulja Boy)

## Tournée
- 2009 - America's Most Wanted Tour
- 2012 - The World Is Yours Tour
- 2019 - Millennium Tour

## Filmografia e apparizioni televisive

### TV
- 2007 - The Ellen DeGeneres Show
- 2007 - Last Call With Carson Daly
- 2008 - Live With Regis
- 2008 - Access Granted
- 2008 - My Super Sweat 16
- 2010 - When I Was 17
- 2010 - The Mo'Nique Show
- 2010 - Late Nigh With Jimmy Fallon
- 2010 - Lopez Tonight
- 2010 - The Tonight Show With Jay Leno
- 2012 - The DUB Magazine Project
- 2013 - The Bachelorette (season 9)
- 2014 - Love & Hip-Hop: Hollywood
- 2019 - Marriage Boot Camp
- 2019 - Wild 'n Out

### Film
- 2007 - YouTube Live
- 2008 - What's At Stake?
- 2009 - School Gyrls
- 2010 - Malice N Wonderland
- 2011 - Soulja Boy: The Movie
- 2013 - Officer Down - Un passato sepolto

## Doppiatori italiani
- Stefano Sperduti in Officer Down - Un passato sepolto

## Riconoscimenti
- BET Awards
  - 2007: Nomination – Best New Artist
  - 2008: Nomination – Viewer's Choice Award: Crank That
  - 2009: Nomination – Viewer's Choice Award: Kiss Me Thru the Phone
- BET Hip-Hop Awards
  - 2007: Vinto – Best Hip-Hop Dance
- Grammy Awards
  - 2008: Nomination – Best Rap Song: Crank That
- Ozone Awards
  - 2007: Vinto – Patiently Waiting: Mississippi
  - 2008: Nomination – Best Breakthrough Artist
  - 2008: Nomination – TJ's DJ's Tastemaker Award
- Nickelodeon Kids' Choice Awards
  - 2007: Nomination – Favorite Male Singer
- Teen Choice Awards
  - 2009: Nomination – Choice Music: Rap Artist
  - 2009: Nomination – Choice Music: R&B Track for Kiss Me Thru the Phone
  - 2009: Nomination – Choice Music: Hook Up for Kiss Me Thru the Phone
  - 2009: Nomination – Choice Music: Artist
- Kid Super Awards
  - 2019: Vinto – Best Comeback Award
- BET Social Awards
  - 2019: Vinto – Social Verified Award